# Vincent Hessler
Vincent Hessler (* 20. März 1998 in Berlin) ist ein deutscher Eishockeyspieler, der seit Juli 2025 bei den KSW Icefighters Leipzig aus der drittklassigen Oberliga unter Vertrag steht und dort auf der Position des Verteidigers bzw. rechten Flügelstürmers spielt. Zuvor war Hessler unter anderem für die Lausitzer Füchse, Bayreuth Tigers, Ravensburg Towerstars und Dresdner Eislöwen in der DEL2 aktiv. Darüber hinaus absolvierte er 50 Partien für die Eisbären Berlin in der Deutschen Eishockey Liga (DEL).

## Karriere
Hessler spielte ab dem Sommer 2011 für die Eisbären Juniors Berlin, zunächst in der Schüler-Bundesliga später in der Deutschen Nachwuchsliga (DNL). In der Saison 2015/16 erzielte der Stürmer auf dem Weg zur Vizemeisterschaft in 41 DNL-Einsätzen insgesamt 24 Tore sowie 25 Vorlagen. Im Juli 2016 wurde er von den Eisbären mit einem Vertrag ausgestattet und erhielt eine Förderlizenz für die Lausitzer Füchse aus der DEL2. Darüber hinaus war er auch für FASS Berlin in der drittklassigen Oberliga im Einsatz. Sein Debüt in der Deutschen Eishockey Liga (DEL) gab er im Oktober 2016 in der Partie gegen die Adler Mannheim. Die Saison 2019/20 verpasste Hessler komplett aufgrund einer Handverletzung.
Anschließend wechselte er innerhalb der DEL zu den Nürnberg Ice Tigers, absolvierte für die Ice Tigers jedoch kein einziges Pflichtspiel und verließ den Klub im April 2021. Lediglich für die Bayreuth Tigers hatte er in dieser Spielzeit auf Leihbasis eine DEL2-Partie bestritten. Wenige Wochen später erhielt er einen Vertrag bei deren Ligakonkurrenten Ravensburg Towerstars. Nach zwei Jahren in Ravensburg und dem Gewinn der DEL2-Meisterschaft im Frühjahr 2023 verließ der Offensivspieler die Towerstars im Mai 2023 und wechselte innerhalb der DEL2 zu den Dresdner Eislöwen. Dort wurde er mit Beginn der Saison 2024/25 als Verteidiger eingesetzt und feierte mit dem Team in der Folge im Frühjahr 2025 den Gewinn der Meisterschaft der DEL2, der gleichbedeutend mit dem Aufstieg in die DEL war. Anschließend verließ er die Eislöwen und wechselte zu den KSW Icefighters Leipzig.

### International
Mit den deutschen Juniorennationalmannschaften nahm Hessler an der U18-Junioren-Weltmeisterschaft der Division IA 2016 und U20-Junioren-Weltmeisterschaft der Division IA 2018 teil. Bei beiden Turnieren gelang der Aufstieg in die Top-Division nicht. In der deutschen A-Nationalmannschaft debütierte der Stürmer im Verlauf der Saison 2018/19, als er in zwei Testspielen zu Einsätzen kam.

## Erfolge und Auszeichnungen
- 2023 DEL2-Meister mit den Ravensburg Towerstars
- 2025 DEL2-Meister und Aufstieg in die DEL mit den Dresdner Eislöwen

## Karrierestatistik
Stand: Ende der Saison 2024/25

### International
Vertrat Deutschland bei:
- U18-Junioren-Weltmeisterschaft der Division IA 2016
- U20-Junioren-Weltmeisterschaft der Division IA 2018

(Legende zur Spielerstatistik: Sp oder GP = absolvierte Spiele; T oder G = erzielte Tore; V oder A = erzielte Assists; Pkt oder Pts = erzielte Scorerpunkte; SM oder PIM = erhaltene Strafminuten; +/− = Plus/Minus-Bilanz; PP = erzielte Überzahltore; SH = erzielte Unterzahltore; GW = erzielte Siegtore; 1 Play-downs/Relegation; Kursiv: Statistik nicht vollständig)